# 帝國飯店

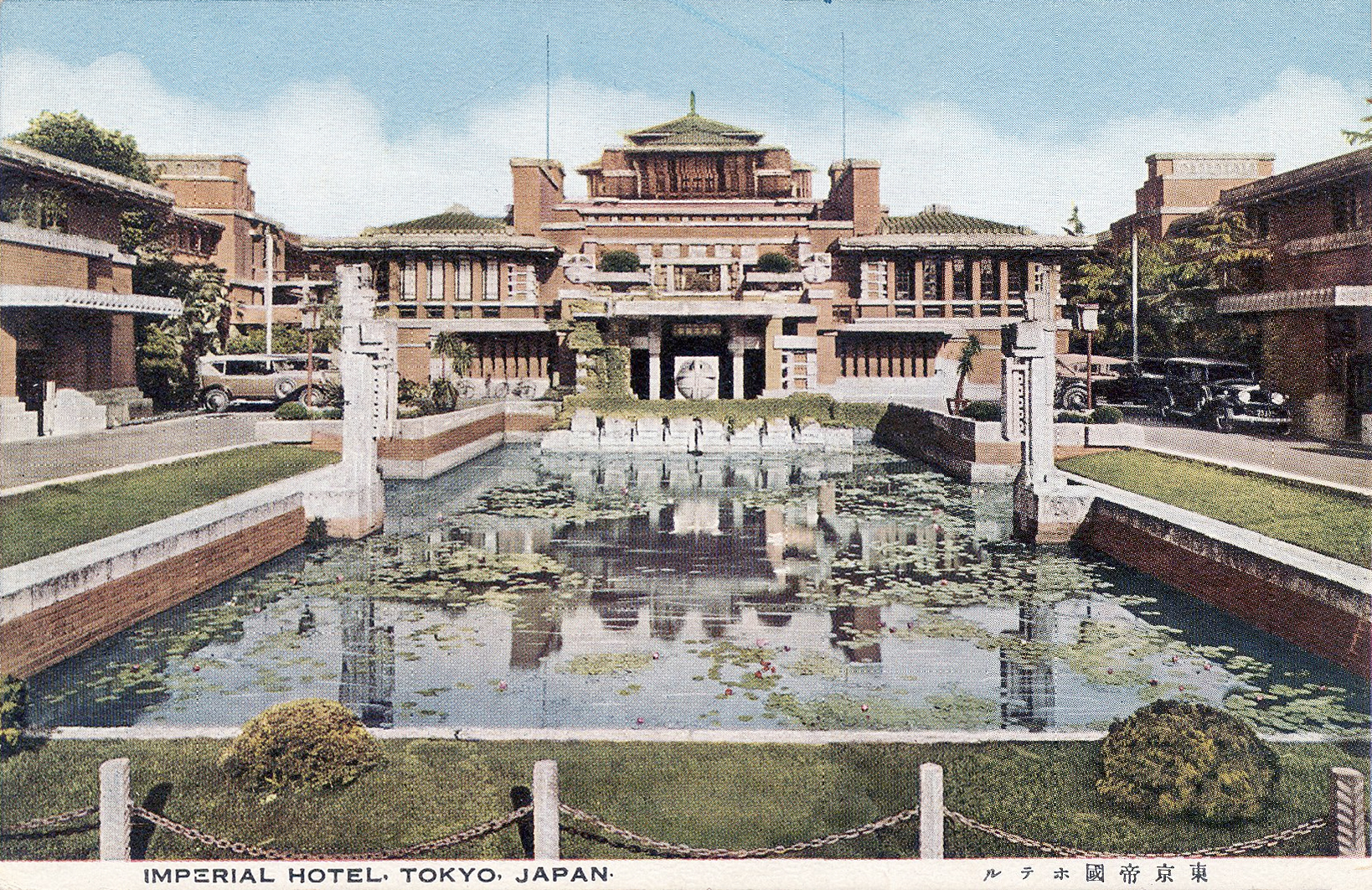
由美國建築師法蘭克·洛伊·萊特设计，瑪雅復興風格的第二代帝国饭店入口庭院。

帝國飯店（日语：／ Teikoku hoteru */?）是位於日本東京的一家酒店，坐落在皇居南部，靠近江戶城护城河旧址。在酒店可俯瞰皇居、日比谷公园、银座等地标。
此飯店與新大谷飯店（ホテルニューオータニ）及東京大倉飯店（ホテルオークラ東京）被並稱東京頂級飯店的御三家。該酒店現有重建計劃。

## 歷史
1880年代，日本华族為服务日益增长的外国游客，提出興建酒店。
现有的帝国饭店由三座主楼构成。包括附楼在内，帝国饭店历史上一共有10座建筑物，其中两座由美國建築師法蘭克·洛伊·萊特设计，是其在日本最出名的作品之一：
- 初代帝国饭店本馆，渡邊讓设计 (1890-1922)
- 筑地大都会酒店，购入后用作别馆 (1906-1910)
- 初代帝国饭店别馆 (1906-1919)
- 初代别馆失火后建造的临时别馆，莱特设计 (1920-1923)
- 第二代帝国饭店本馆，莱特设计 (1922-1967)
- 第一新馆（别馆） (1954-1979)
- 第二新馆（东馆） (1958-1979)
- 饭店停车楼 (1969-至今)
- 第三代帝国饭店本馆 (1970-至今)
- 饭店塔楼 (1983-至今)

## 第一代帝国饭店（1890年-1922年）

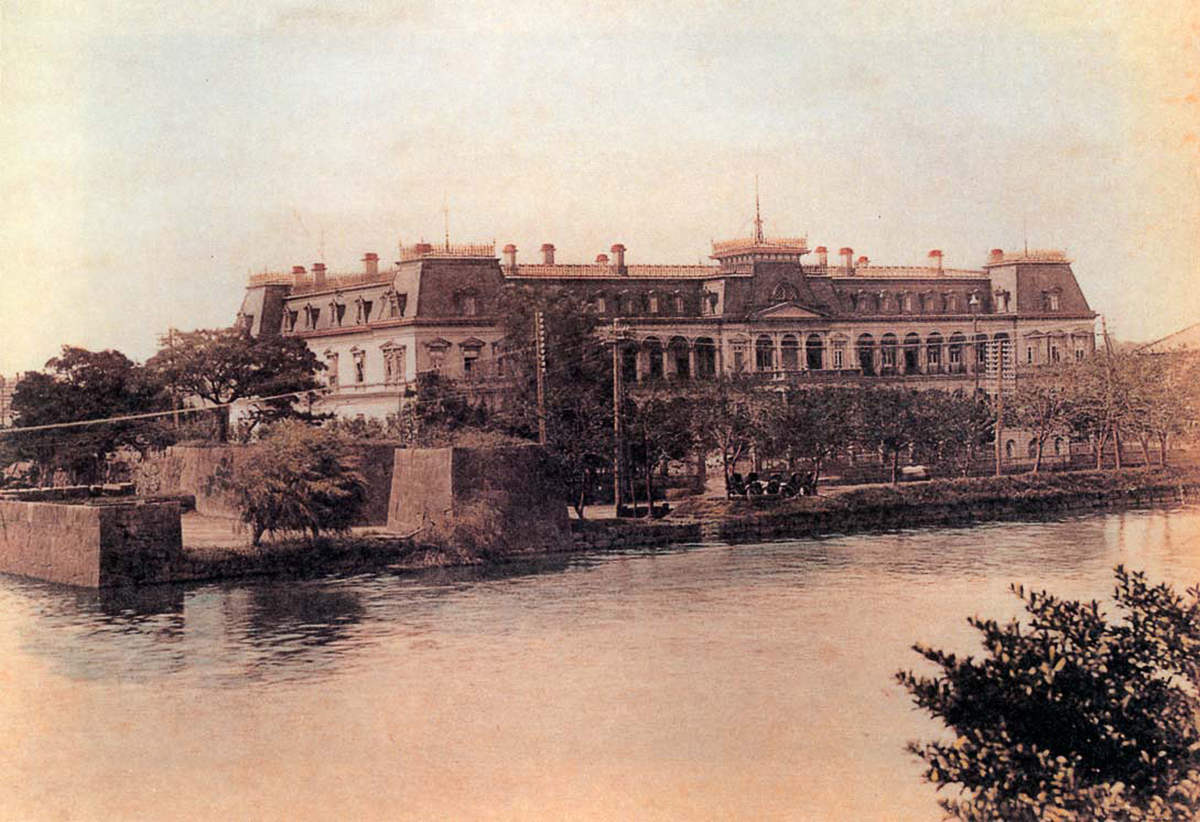
第一代帝国饭店

## 第二代帝国饭店（1922年-1967年）

### 影像

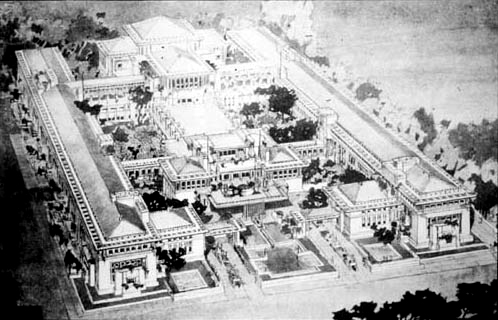
萊特手稿-透視圖
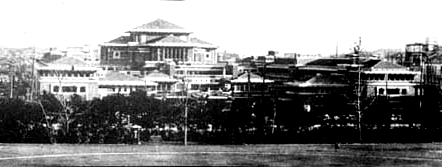
日比谷公園全景
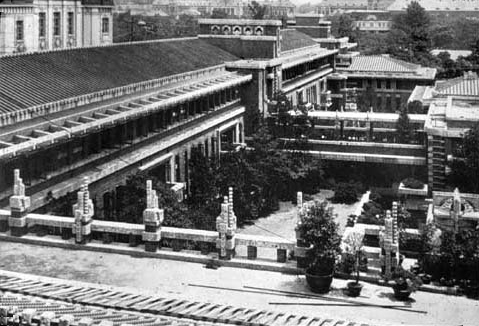
大廳
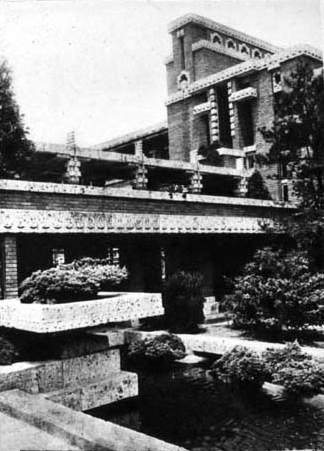
大廳
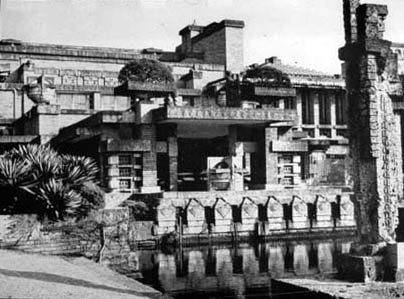
入口
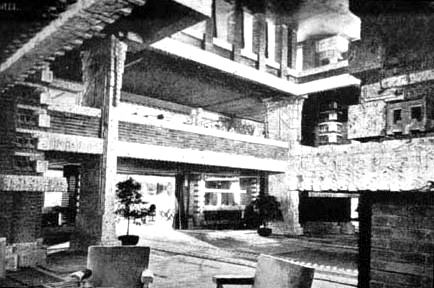
入口門廊
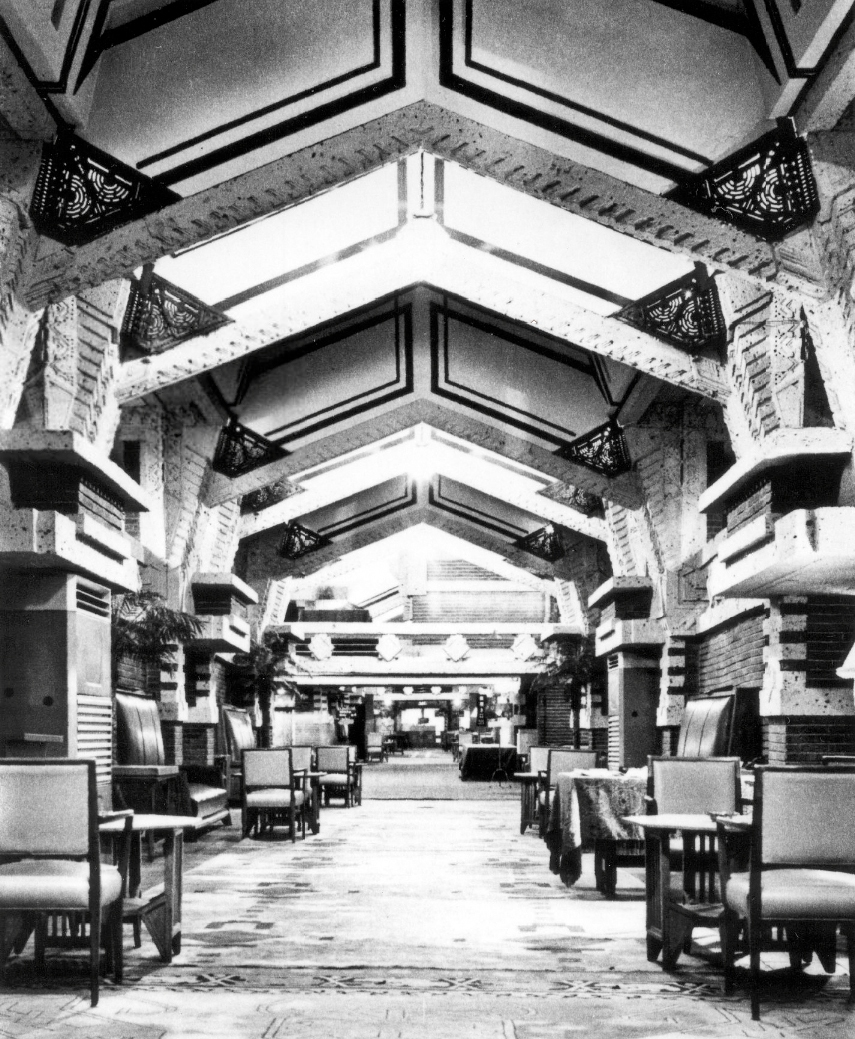
大廳內部
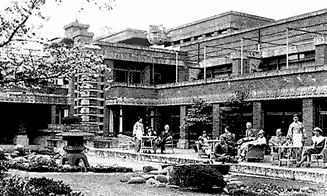
陽台
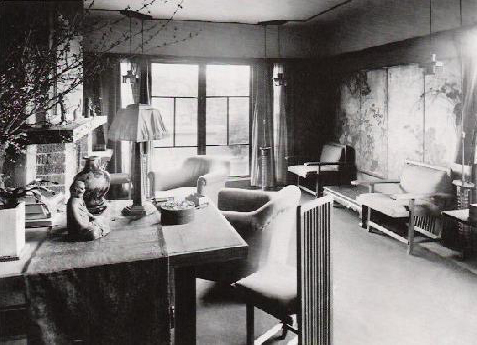
客房
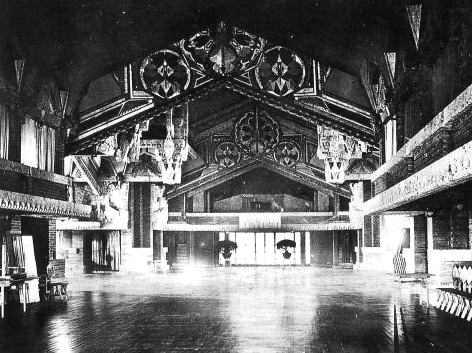
室內環境
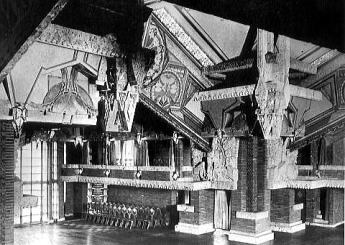
室內環境
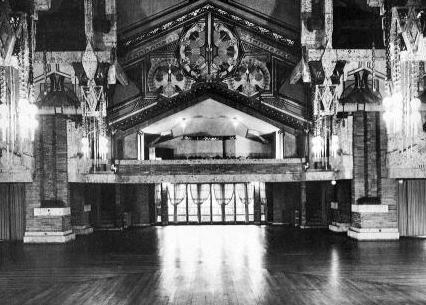
室內環境
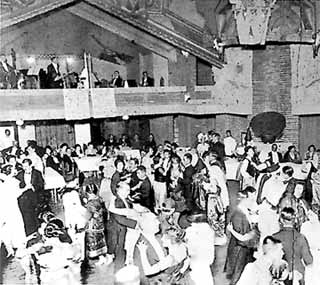
室內環境(1935年)
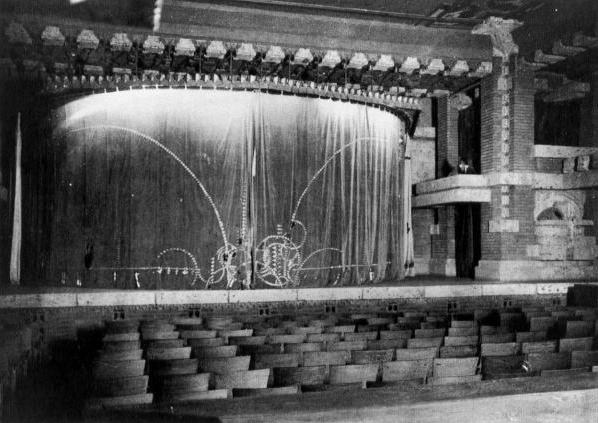
劇場
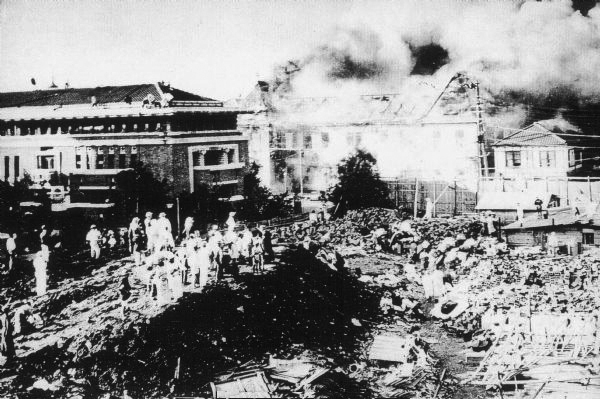
關東大地震地震後景象
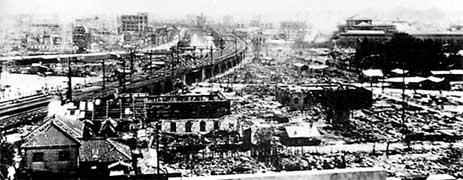
關東大地震後景象

## 第三代帝国饭店（1970年至今）
现有的第三代帝国饭店的主楼在莱特设计的原址上建造，并在1970年3月开门迎客。新楼高17层，设客房772间。
虽然在1940年奥运会前就有重建酒店的讨论，但是直到1963年才正式提出建设新大楼的计划。在1966年10月的董事会上，营造为大阪世博会服务的新大楼计划得到一致通过。在对老建筑完成拆除后，新大楼于1968年2月末破土动工。一座10层的停车场于1969年先行竣工。
1983年，一栋高35层、拥有363间客房的混合使用塔楼落成，取代了50年代兴建的附属楼。附属楼在1979年被拆除，同年12月25日开始营造这栋建筑，并在1983年3月13日投入使用。
天皇明仁的独女清子內親王2005年11月15日在帝国饭店举行婚礼，下嫁平民黑田庆树。

## 歷史年表
- 1890年--興建完成
- 1923年--經萊特重新設計的版本落成
- 1968年--入口處部分設計移至明治村博物館保存